# نادي تتكس
نادي تتكس هو نادي كرة قدم مقدوني أٌسس عام 1979. يلعب النادي في الدوري المقدوني الأول لكرة القدم.